# Chansonnier Cangé
Pour les articles homonymes, voir chansonnier.
Le chansonnier Cangé ou chansonnier de Cangé est un manuscrit daté du dernier quart du XIIIe siècle, compilant 351 chansons d'auteurs divers, et qui est la première ou seule source disponible à l'époque contemporaine pour une grande partie d'entre elles. Il s'agit d'une des principales sources de référence pour l'étude de la poésie des trouvères. 
Il est conservé au département des manuscrits de la Bibliothèque nationale de France sous la référence Français 846. Il a fait l'objet de plusieurs éditions au cours du XXe siècle, la première en 1927 (Beck, Paris et Philadelphie) dans le cadre de l'édition du Corpus Cantilenarum Medii Aevi. Il est appelé ainsi en référence à Jean-Pierre Imbert Châtre de Cangé, ancien propriétaire du manuscrit. 

## Auteurs

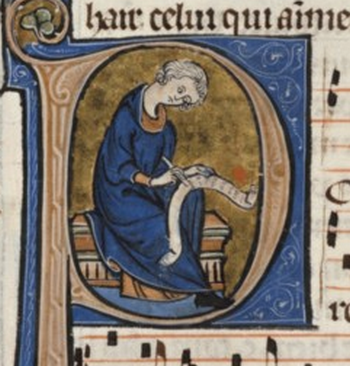
Lettrine représentant Thibaud Ier de Navarre.

- Arnaut de Mareuil
- Blondel de Nesle
- Colin Muset
- Gace Brulé
- Gillebert de Berneville
- Guillaume le Vinier
- Hugues IV de Berzé
- Lambert Ferri
- Moniot d'Arras
- Perrin d'Angicourt
- Richard de Fournival
- Thibaut Ier de Navarre
- Thibaut de Blaison